# اداره منابع آب کالیفرنیا
اداره منابع آب کالیفرنیا (DWR) بخشی از سازمان منابع طبیعی کالیفرنیا است که مسئولیت مدیریت و توزیع آب در سطح این ایالت را بر عهده دارد.
این اداره به دنبال جاری شدن سیل‌های شدیدِ ۱۹۵۵ در شمال کالیفرنیا، توسط فرماندار گودوین نایت، در سال ۱۹۵۶ با ادغام دو اداره پروژه عمومی آب و مهندسی ایالت، ایجاد شد و دفتر مرکزی آن در ساکرامنتو قراردارد.

## تاریخچه

### ۱۸۵۰–۱۸۷۵
کالیفرنیا انواع مختلفی از حقابه را به رسمیت می‌شناسد. کالیفرنیا پیش از معاهده گوادالوپه ایدالگو، که در سال ۱۸۴۸ به امضا رسید، بخشی از مکزیک بود.
حقوق حریم رودخانه ، یکی از انواع رایج حقابه بود.تحت حقوق حریم رودخانه، که ریشه در قوانین رومی دارد، مالک زمین می‌تواند آب جاری از کنار ملک خود را بر روی ملک خود استفاده کند. زمانی که کالیفرنیا به عنوان بخشی از ایالات متحده آمریکا شناخته شد، ایالات متحده قانون جاری را به رسمیت شناخت. حقوق پوئلبو  تنها قانون حقابه جاری در آن زمان بود. حقوق پوئلبو بر این اساس وضع شد تا اسپانیایی‌ها و پوئلبو‌های مکزیکی دست برتر را در استفاده از تمامی آب طبیعی مورد نیاز از تمام حوضه آبریز جاری به پوئلبو داشته باشند.
زمانی که طلا در سال ۱۸۴۸ در منطقه کشف شد، مهاجران از تمامی جهان به کالیفرنیا روانه شدند. طی دوران تب طلا در کالیفرنیا، معدنچیان طلا، با هدف استخراج هیدرولیکی، حجم‌های بالای آب را از رودخانه‌ها و مسیل‌ها منحرف کردند. عرف محلی نحوه تقسیم آب در کمپ‌های معدنی را تعیین می‌کرد. اما در عمل معدنچیان در تخصیص آب همان رویه‌ای را داشتند که در ادعاهای معدنی خود به کار می‌بردند. در اولین شکل خود، حقابه تخصیصی بر اساس آبگیری و استفاده مفید از آن ایجاد شد. در هر حال معدنچیان برای تثبیت ادعا، معمولا یک آگهی مبنی بر انحراف و استفاده آب منتشر می‌کردند. به زودی و در سال ۱۸۵۰، کالیفرنیا به عنوان یک ایالت آمریکا به رسمیت شناخته شد. اولین دوره مجلس قانون گذاری ایالت کالیفرنیا، بلافاصله قوانینی را برای رسیدگی به وضعیت آب ایالت تصویب کرد که شامل پذیرش سیستم حقوق عمومی انگلستان می‌شد و همچنین شامل دکترین حقوق حریم رودخانه می‌شد؛ اگرچه این سیستم برای مناطق پر‌ آب شرق ایالات متحده مناسب تر بود. کمی بعدتر، دادگاه‌های کالیفرنیا، حقابه‌های تخصیصی را به رسمیت شناختند. 
در مدت زمان کوتاهی و به دلیل این نظام‌های چندگانه تخصیص آب، اختلافاتی در این زمینه به وجود آمد. این اختلافات توسط دادگاه‌های ایالتی حل و فصل شد. در سال ۱۸۷۲، قانونگذاران رویه‌ای را در قانون مدنی گنجاندند تا روشی را برای کسانی که ادعای تخصیص حقابه دارند، بتوانند ادعاهای خود را در هر شهرستان ثبت کنند.در سال ۱۸۸۶، دادگاه‌ها به دعاوی رقابتی بین مالکان اراضی حریم رودخانه و افراد دارای حقابه تخصیص یافته در پرونده «لوکاس علیه هاگین» رسیدگی کردند. در هر حال در مدت زمان ۲۵ سال ادعای فزاینده در خصوص حقابه‌ها، در حال به خطر انداختن توسعه اقتصادی ایالت بود. به این خاطر فرماندار وقت ایالت، کمیسیون آبی را تشکیل داد تا توصیه‌های خود را درباره قانون آب کالیفرنیا ارائه دهد. در سال ۱۹۱۳ رأی‌دهندگان کالیفرنیایی در یک همه‌پرسی، قانون کمیسیون آب را به تصویب رساندند که طی آن کمیسیون آب ایالت تشکیل شد و رویه اداری جهت تخصیص حقابه ایجاد گردید.
در سال ۱۹۲۶، دادگاه‌ها اعلام کردند که آب‌بران حریم رودخانه‌ای، بدون توجه به منطقی‌ بودن کاربری، حق جریان کامل یک نهر را دارد. در ادامه و  در سال ۱۹۲۸، قانون اساسی کالیفرنیا اصلاح شد تا تمامی مصرف آب در کالیفرنیا معقول و مفید باشد.